# 三平站
三平站，原名李旗庄站，1991年改为现名:378，位于河北省廊坊市三河市李旗庄镇，是京哈铁路的一个车站，距北京站51公里，距哈尔滨站1198公里，现由北京铁路局唐山车务段管辖。该站目前办理客运和货运业务。
本站为平谷地方铁路与京哈线的接轨站。2020年3月，因平谷马坊物流基地的建设需要，中铁电气化局对三平站进行了一系列改造，其中包括咽喉区增设道岔和全站计算机联锁改造。

## 车站周边
- 三河市李旗莊鎮法庭
- 永輝繁華購物中心
- 三河市第三中学